# Günter Siebert (Gewichtheber)

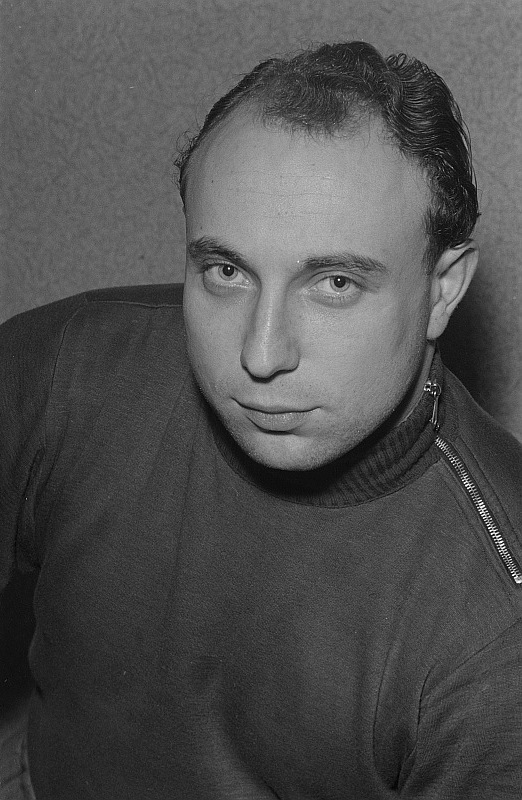
Günter Siebert 1954

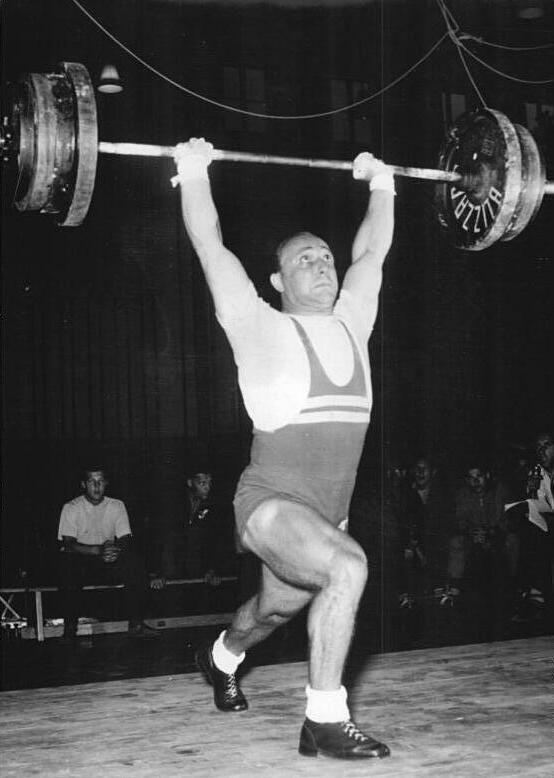
Günter Siebert 1956

Günter Siebert (* 1931) ist ein ehemaliger deutscher Gewichtheber.

## Werdegang
Siebert trat 1951 in die Deutsche Volkspolizei (VP) ein und begann dort mit dem Gewichtheben. Ab 1952 war er in der Kasernierten Volkspolizei (KVP), die 1956 in der Nationalen Volksarmee (NVA) aufging. Er wurde Mitglied des ASK Vorwärts Leipzig. Zusammen mit Georg Miske war er der erste Gewichtheber aus der DDR, der internationalen Maßstäben gerecht wurde. Bei zwei Europameisterschaften errang er Medaillen und erzielte auch noch einige sehr gute Platzierungen bei internationalen Wettkämpfen, wobei er bei der Europameisterschaft 1956 in einer gesamtdeutschen Mannschaft startete, die aus zwei Hebern aus der DDR (Günter Siebert und Georg Miske) und fünf Hebern aus der Bundesrepublik Deutschland bestand. Außerdem erzielte er eine ganze Reihe von (gesamt-)deutschen Rekorden im Leichtschwer- und Mittelschwergewicht (damals bis 82,5 kg bzw. 90 kg Körpergewicht). 1959 beendete er seine Karriere.

## Internationale Erfolge
(EM = Europameisterschaft, Ls = Leichtschwergewicht, Ms = Mittelschwergewicht)
- 1955, 4. Platz, Welt-Jugendfestspiele, Ls, mit 387,5 kg, hinter Pegov, UdSSR, 415 kg, el Kerim, Ägypten, 395 kg und Pšenička jun., Tschechoslowakei, 390 kg;
- 1956, 3. Platz, EM in Helsinki, Ls, mit 377,5 kg, hinter Trofim Lomakin, UdSSR, 420 kg und Václav Pšenička, Tschechoslowakei, 400 kg;
- 1957, 3. Platz, Großer Preis der UdSSR in Moskau, Ls, mit 400 kg, hinter Rudolf Plukfelder, UdSSR, 432,5 kg und Philipp Caira, Großbritannien, 400 kg;
- 1957, 4. Platz, EM in Kattowitz, Ls, mit 385 kg, hinter Rudman, UdSSR, 422,5 kg, Pšenička jun., 402,5 kg und Ireneusz Paliński, Polen, 400 kg;
- 1958, 3. Platz, Militär-Spartakiade, Leipzig, Ms, 390 kg;
- 1958, 4. Platz (3. Platz), WM + EM in Stockholm, Ls, mit 397,5 kg, hinter Trofim Lomakin, UdSSR, 440 kg, James George, USA, 435 kg und Paliński, 432,5 kg

## Länderkämpfe
- 1954, DDR–Polen, Ls, 352,5 kg – Czeslaw Bialas, 365 kg;
- 1955, DDR–Rumänien, Ls, 377,5 kg – Piticaru, ohne Ergebnis, Aufgabe wegen Verletzung;
- 1959, DDR–Frankreich, Ms, 400 kg – Lefebvre, 375 kg

## Deutsche Meisterschaften
(1954 gesamtdeutsche Meisterschaft, in den übrigen Jahren DDR-Meisterschaft)
- 1952, 1. Platz, Ls;
- 1953, 1. Platz, Ls, mit 315 kg;
- 1954, 1. Platz, Ms;
- 1954, 2. Platz, Ls, mit 352,5 kg, hinter Erwin Tratz, Nürnberg, 355 kg und vor Hans Claussen, Lübeck, 347,5 kg;
- 1955, 1. Platz, Ls;
- 1957, 1. Platz, Ls, mit 380 kg;
- 1958, 1. Platz, Ms, 385 kg

## Deutsche Rekorde
Bei seinem Rücktritt 1959 hielt Günter Siebert folgende gesamtdeutsche Rekorde:
- Reißen, Ls, mit 130 kg,
- Reißen, Ms, mit 130 kg,
- Stoßen, Ls, mit 157,5 kg,
- Stoßen, Ms, mit 160 kg,
- ol. Dreikampf, Ls, mit 400 kg,
- ol. Dreikampf, Ms, mit 410 kg